# 흑화 (영화)
"흑화"는 1968년 공개된 대한민국의 영화이다.

## 배역
- 김지미
- 문정숙
- 남궁원

## 스태프
- 감독: 임원직
- 제작사: 한국영화사 / 제작: 성동호
- 기획: 김준석
- 각본: 임지원 / 원작: 김강재
- 음악: 전정근
- 주제가 작사: 이용일 / 주제가 작곡: 백영호/ 주제가 편곡: 백영호 / 주제가 노래:이미자
- 촬영: 유영조 / 편집 : 이경자
- 조명: 이석천 / 미술: 김유준